# Камнев, Николай Антонович
Николай Антонович Камнев (Каменев) (16 июля 1921, Селивёрстово — 30 августа 1989, Славянск) — организатор и активный участник молодёжного подпольного «Союза январичей» в Рубцовском педагогическом училище (1939—1940 гг.)

## Биография
Родился в селе Селивёрстово (ныне — Волчихинского района Алтайского края) в крестьянской семье. С 1-го по 7-й класс учился в школе в селе Солоновка.
В 1937 г. сменил фамилию на Камнев под действием морально-политической обстановки в связи с Московским процессом. В этом же году вступил в ряды ВЛКСМ.
В 1938 г. закончил семилетку и поступил на 1-й курс Рубцовского педагогического училища.
В январе 1939 г., при содействии товарища и однокурсника Лысенко Василия Елисеевича, организовал молодёжную подпольную группу политических активистов, назвав её «Союз январичей». Писал критические заметки в самиздатовский рукописный журнал «Рассвет», письма Молотову.
На втором курсе обучения в училище в марте 1940 г. был арестован НКВД.

### Годы репрессий и лагерей
В мае 1940 г. Алтайским краевым судом был приговорен к 10 годам лишения свободы по ст. 58, п. 10 ч.1.
В начале июля 1940 г. из внутренней тюрьмы НКВД этапировали в Котлас, далее до Княжпогоста, где до конца 1940 г. содержался в пересылочном лагере, работал на лесоповале.
С 1941 года находился в лагерях системы Печорлага, работал на строительстве моста на р. Косью
В апреле 1942 г. был вновь арестован по надуманному обвинению в связи с Воркутинским восстанием. Так как доказательств по причине ареста НКВД собрать не удалось, в октябре 1942 г. был осужден военным трибуналом войск НКВД Севжелдормагистрали по ст. 58-10 ч. 2 УК РСФСР снова на 10 лет лишения свободы и 5 лет поражения в правах. В мотивировке постановления суда «за распространение ложных слухов о поражении наших войск на фронтах Великой Отечественной войны и дискредитацию советской печати».
После приговора конвоировали из изолятора на каменный карьер, далее, из-за истощения и болезни — в лагерь Кожым-рудник. На руднике отбывал заключение до октября 1948 года.
В 1948 году, как опасного политического преступника, перевели в Минлаг особо строгого режима в г. Инта Коми АССР.
8 октября 1952 года был освобождён из заключения и оставлен на вечное поселение в г. Инта.

### Реабилитация
После смерти Сталина и обращения в Верховный суд СССР 30 ноября 1954 года приговор суда был отменен за отсутствием состава преступления.
30 ноября 1955 года Коллегия по уголовным делам Верховного суда СССР отменила приговор Военного трибунала войск НКВД при управлении Северо-Печорской железной дороги также за отсутствием состава преступления.
После освобождения и реабилитации работал в строительных организациях и на шахтах бухгалтером, главным бухгалтером. Честная и самоотверженная работа была отмечена многочисленными благодарностями, грамотами, ценными подарками.
В 1975 году вышел на пенсию и переехал на постоянное место жительства в г. Славянск.
Тяжёлая работа на лагерных рудниках сказалась на здоровье. 30 августа 1989 года в возрасте 68 лет скоропостижно скончался после инсульта. Похоронен на Северном кладбище города Славянска